# Just tah Let U Know
Just tah Let U Know è un singolo postumo di Eazy-E, proveniente dall'album Str8 off tha Streetz of Muthaphukkin Compton. È stato l'ultimo singolo di Eazy sulla Billboard e ha raggiunto la posizione #45 della Billboard 100, #30 Hot R&B/Hip-Hop Singles & Tracks e la #4 su Hot Rap Singles. Nel video girato dopo la morte di Eazy, mostra diverse sue immagini. Il singolo ha venduto più di 200 000 copie.

## Single Track Listing
1. Just Tah Let U Know (Single Version) - 4:09
2. Just Tah Let U Know (Phat Sac Remix) - 4:09
3. Just Tah Let U Know (Instrumental)- 4:09

## Classifica
| Anno | Classifica                       | Posizione |
| ---- | -------------------------------- | --------- |
| 1996 | Official Singles Chart           | #30       |
| 1995 | U.S. Billboard Hot 100           | #45       |
| 1995 | Hot Rap Singles                  | #4        |
| 1995 | Hot R&B/Hip-Hop Singles & Tracks | #30       |